# Thần kinh sống ngực VIII
Thần kinh sống ngực VIII (T8) là dây thần kinh sống thuộc đoạn ngực của tủy sống.
Thần kinh rời khỏi ống sống, thoát ra từ bờ trên đốt sống ngực IX (T9) hay bờ dưới đốt sống ngực VIII (T8).